# Егеркінген
Егеркінген (нім. Egerkingen) — громада  в Швейцарії в кантоні Золотурн, округ Гой.

## Географія
Громада розташована на відстані близько 50 км на північний схід від Берна, 24 км на північний схід від Золотурна.
Егеркінген має площу 7 км², з яких на 25,1% дозволяється будівництво (житлове та будівництво доріг), 25,3% використовуються в сільськогосподарських цілях, 49,4% зайнято лісами, 0,3% не є продуктивними (річки, льодовики або гори).

## Демографія
2019 року в громаді мешкало 3793 особи (+21% порівняно з 2010 роком), іноземців було 32%. Густота населення становила 546 осіб/км².
За віковим діапазоном населення розподілялося таким чином: 21,1% — особи молодші 20 років, 62,3% — особи у віці 20—64 років, 16,7% — особи у віці 65 років та старші. Було 1613 помешкань (у середньому 2,3 особи в помешканні).
Із загальної кількості 3713 працюючих 25 було зайнятих в первинному секторі, 683 — в обробній промисловості, 3005 — в галузі послуг.